# Raneburger See
Raneburger See är en sjö i Österrike.   Den ligger i förbundslandet Tyrolen, i den centrala delen av landet, 300 km väster om huvudstaden Wien. Raneburger See ligger 2 270 meter över havet.
Trakten runt Raneburger See består i huvudsak av gräsmarker. Runt Raneburger See är det ganska glesbefolkat, med 26 invånare per kvadratkilometer.